# Herb gminy Gidle
Herb gminy Gidle – jeden z symboli gminy Gidle, ustanowiony 30 grudnia 1999.

## Wygląd i symbolika
Herb przedstawia na tarczy dzielonej w pas w polu górnym, błękitnym popiersie ukoronowanej Madonny z ukoronowanym Dzieciątkiem w czerwonej szacie wierzchniej i błękitnej spodniej, między srebrnymi kwiatami lilii o złotych łodygach. W polu dolnym, czerwonym pięciopłatkowa, biała róża o złotym środku i listkach. Górne pole nawiązuje do Matki Boskiej Gidelskiej, czczonej w miejscowej bazylice. Popiersie Madonny wzorowane jest na cudownej figurce Matki Boskiej, odnalezionej według legendy przez miejscowego chłopa, Jana Czeczka w 1526. Dwie lilie po bokach są atrybutami Matki Boskiej. Pole dolne zawiera godło herbu Poraj rodziny Gidelskich, pierwszych historycznych właścicieli wsi Gidle.